# Белявцы
Беля́вцы (укр. Білявці) — село в Бродовской городской общине Золочевского района Львовской области Украины. Расположено по автодорогам в 7 км к юго-западу от Шнырева и в 11 км к северу от города Броды.

## История
Первое упоминание — в начале XVI века.
В XIX веке — село округа Броды края Золочев Галиции.
К 1880 году в селе было 747 жителей, из них 52 римских католика, 670 греко-католиков и 25 иудеев. Ему принадлежало 913 моргов пашни, 543 морга лугов и садов, 351 морг пастбищ и 2155 моргов леса. Был греко-католический приход, филиал школы.
В 1884 году на месте старой была построена новая деревянная церковь, сгоревшая в Первую мировую войну.
В 1928 году построена новая церковь, принадлежавшая в 1946—1961 годах РПЦ, затем закрытая. С 1991 года церковь Покрова Пресвятой Богородицы находится в ведении УАПЦ.
К началу Второй Мировой Войны село входило в состав гмины Конюшков Бродовского повята Тарнопольского воеводства Польши.
В 1939 году здесь проживало около 940 человек, в том числе 890 украинцев и 50 латинников.
В том же году село вошло в состав Львовской области УССР, в 1968 и 1978 годах входило в состав Шныревского сельсовета.
В 1989 году население составляло 542 человека (250 мужчин, 292 женщины).
По переписи 2001 года население составляло 501 человек, почти все (99,80 %) назвали родным языком украинский, 1 человек (0,20 %) — русский.
Сейчас в селе находятся фельдшерско-акушерский пункт, народный дом общества «Просвита», библиотека и образовательный комплекс, состоящий из школы I—II ступеней (59 учеников) и детского сада (43 ребёнка).